# Air Open Sky
Air Open Sky era uma companhia aérea charter francesa com sede em Paris. Sua base principal era o Aeroporto de Paris-Charles de Gaulle.

## História
A Air Open Sky foi fundada em 1997 e iniciou as operações com aeronaves ATR-42. Encerrou as operações em 2000 por problemas financeiros.

## Frota

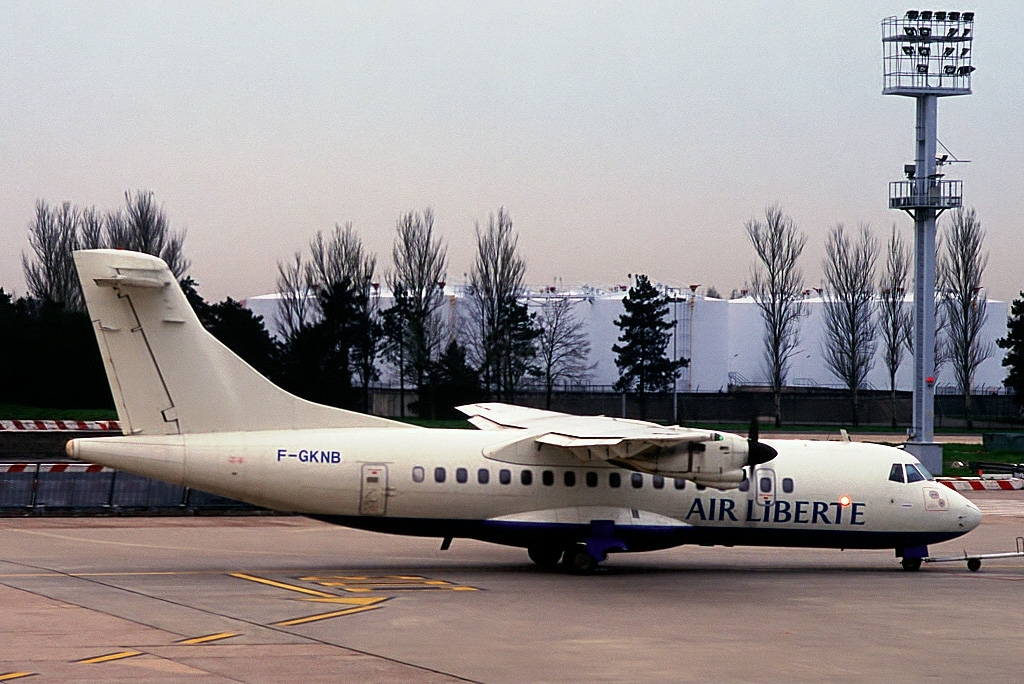
Um ATR 42-300 da Air Liberté operado pela Air Open Sky

A frota da Air Open Sky consistia nas seguintes aeronaves (Janeiro de 2000):
| Aeronaves  | Em Serviço | Ordens | Passageiros | Notas |
| ---------- | ---------- | ------ | ----------- | ----- |
| ATR 42-300 | 4          | –      |             |       |
| Total      | 4          | 0      |             |       |